# Andrei Sazanov
Andrei Sazanov (en rus Андрей Сазанов) (25 de gener de 1994) és un ciclista rus, professional des del 2013. Combina la carretera amb el ciclisme en pista.

## Palmarès en ruta
- 2013
  - Vencedor d'una etapa al Baltic Chain Tour
- 2014
  - Vencedor d'una etapa al Gran Premi d'Adiguèsia
- 2018
  - Vencedor d'una etapa als Cinc anells de Moscou

## Palmarès en pista
- 2014
  -  Campió d'Europa sub-23 en Puntuació